# Mao’ershan
Mao’ershan (chiń. 帽儿山) – kurort narciarski położony około 85 kilometrów na południowy wschód od Harbinu.
W kurorcie znajduje się trasa biathlonowa oraz trasy snowboardowe. Odbywały się w nim zawody Zimowej Uniwersjady 2009.